# كاميل راسموسين
كاميل لوند راسموسين (من مواليد 15 يونيو 2004) هي لاعبة جمباز فني دنماركية، بدأت التدريب على الجمباز عندما كانت في الخامسة من عمرها.
مثلت الدنمارك في بطولة العالم الأولى للناشئين. وهي بطلة الدنمارك الوطنية للكبار لعامي 2020 و2021 وبطلة شمال أوروبا مرتين.

## روابط خارجية
- كاميل راسموسين في الاتحاد الدولي للجمباز